# Aer Arann

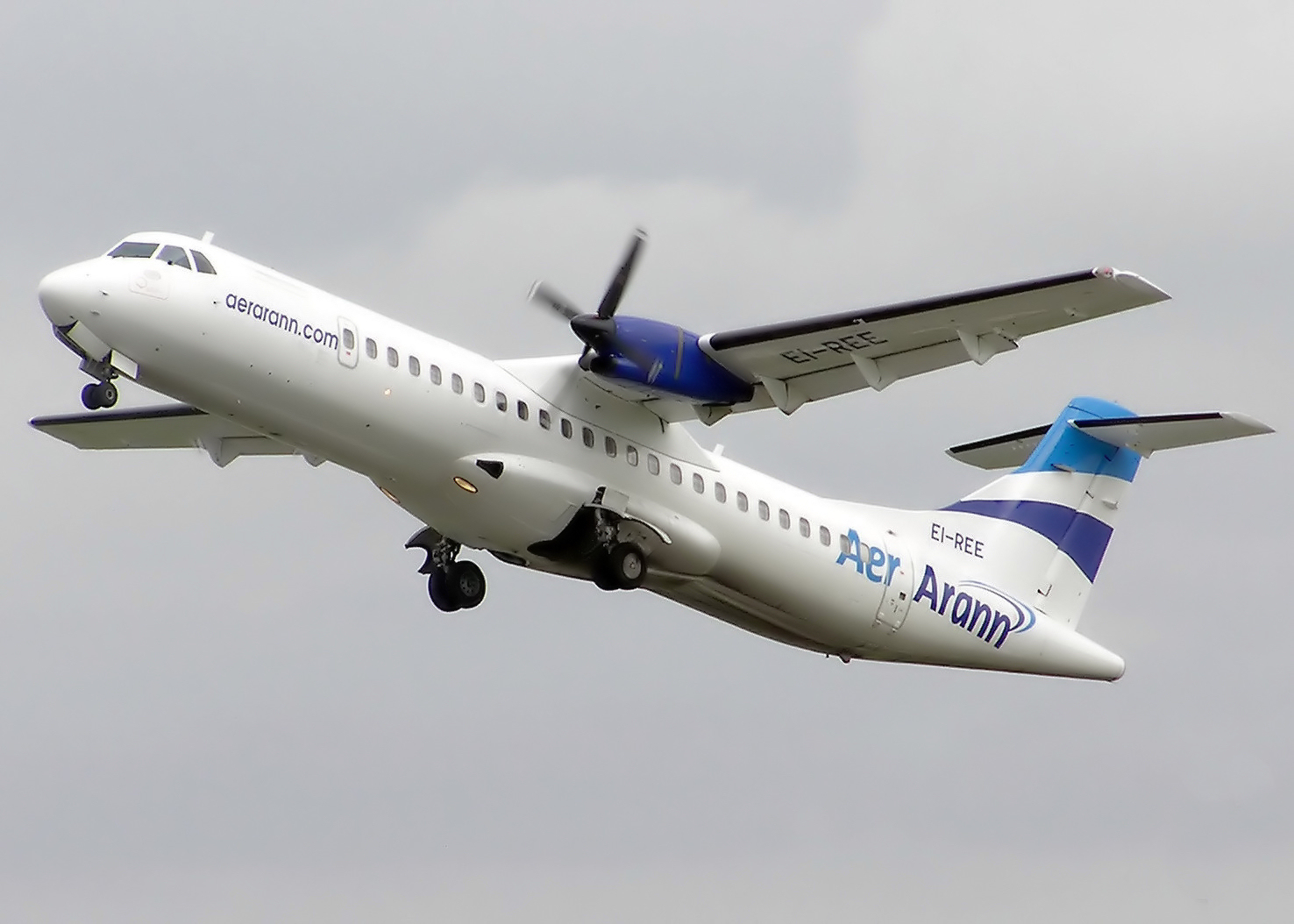
ATR 72 w barwach Aer Arann sprzed 2014

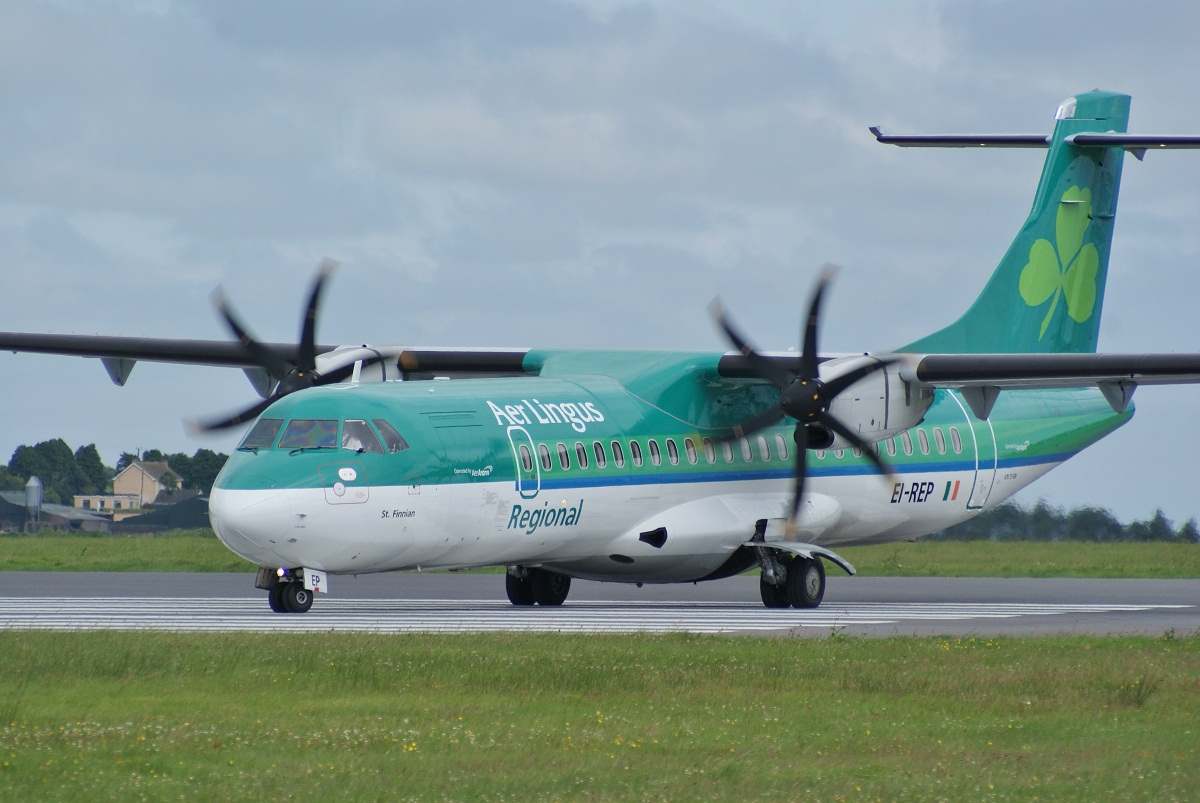
ATR 72 latający dla Aer Lingus Regional

Stobart Air – nieistniejąca irlandzka linia lotnicza z siedzibą w Dublinie. Firma obsługiwała trasy krajowe oraz międzynarodowe na krótkich dystansach do Wielkiej Brytanii i Francji.

## Historia
Linia rozpoczęła działalność w 1970 od lotów między Galway i Wyspami Aran. W 1994 właścicielem linii został Padraig O'Ceidigh i od tego czasu ma miejsce szybki rozwój firmy. W 2005 Aer Arann przewiozły ok. 1,15 miliona pasażerów. 
19 marca 2014 Aer Arann ogłosiła, że zmieni nazwę korporacyjną na Stobart Air, do czego doszło do tego 5 czerwca tego samego roku.
11 czerwca 2021 Stobart Air zawiesiła prowadzenie działalności operacyjnej.